# اندیس شمال اسدآباد
شمال اسد آباد یک اندیس فلزی است که در حوالی شهر نهبندان استان خراسان قرار دارد و مادهٔ معدنی موجود در آن، مس است.سنگ میزبان این اندیس پریدوتیت ، دیاباز است  در این اندیس، پاراژنز‌های هماتیت ، لیمونیت یافت می‌شوند.